# ناتوری، میاگی
ناتوری در استان میاگی در کشور ژاپن  واقع شده‌است  که دارای جمعیت ۶۹٬۶۱۰ نفر و مساحت ۱۰۰٫۰۶ کیلومتر مربع با تراکم جمعیت ۶۹۶  نفر در کیلومترمربع است و در تاریخ ۱ اکتبر ۱۹۵۸ به عنوان شهر شناخته شد.